# Ásmundur Friðriksson

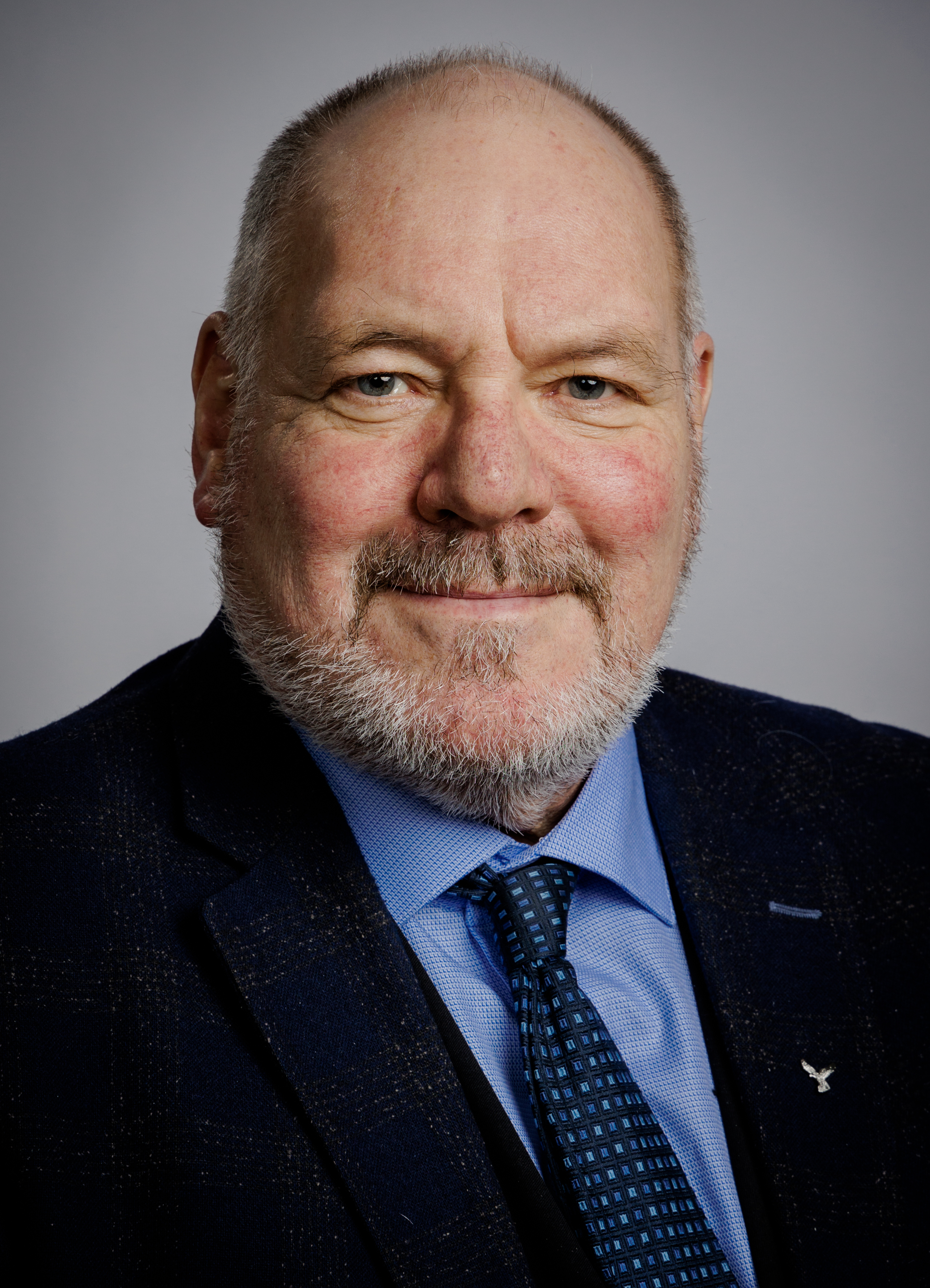
Ásmundur Friðriksson, 2021

Ásmundur Friðriksson (deutsche Transkription Asmundur Fridriksson, * 21. Januar 1956 in Reykjavík) ist ein isländischer Politiker (Unabhängigkeitspartei).
Von 1974 bis 1978 war Ásmundur Werkführer bei den Arbeiten zum Wiederaufbau der Stadt Heimaey nach dem Ausbruch des Vulkans Eldfell, nachdem er sich bereits im Sommer 1973 an den Aufräumarbeiten beteiligt hatte. Von 1980 bis 2003 war er als freiberuflicher Journalist tätig, außerdem von 1978 bis 1986 als Produktionsleiter und leitender Werkführer in der Fischverarbeitung auf den Vestmannaeyjar. Er hatte verschiedene Positionen in Sportvereinen inne und war von 2009 bis 2012 Bürgermeister der Gemeinde Garður.
Seit der isländischen Parlamentswahl vom 27. April 2013 ist Ásmundur Abgeordneter des isländischen Parlaments Althing für den Südlichen Wahlkreis. Er ist Mitglied der Ausschüsse für Gewerbeangelegenheiten und für Wohlfahrt.